# 加拿大国家图书馆暨档案馆
加拿大國家圖書館暨檔案館（英語：Library and Archives Canada，簡稱 LAC）是加拿大的國家圖書館與檔案館，位於首都渥太華。加拿大國家圖書館暨檔案館隸屬於加拿大文化遺產部之下，是該部5個直屬的部會層級單位之一。

## 歷史
1953年1月1日，加拿大國家圖書館法生效，加拿大國家圖書館（National Library of Canada，簡稱NLC）也同時正式設立，2004年5月21日，NLC與加拿大國家檔案館（National Archives of Canada，簡稱NAC）直接合併，正式命名為加拿大國家圖書館與檔案館。

## 國家送存制度
加拿大自頒佈國家圖書館法以來，即開始實施國家送存制度，出版機構應在出版品發行一週內完成送存作業，且需送存二份出版品納入國家典藏。自西元2007年1月起數位出版品也正式納入送存法令規定範圍。

## 外部連結
- Library and Archives Canada（页面存档备份，存于）

45°25′11″N 75°42′28.5″W / 45.41972°N 75.707917°W